# ليون ناكاراوا
ليون ناكاراوا هو لاعب اتحاد رغبي فيجي ولد في 2 أبريل 1988م.

## وصلات خارجية
- ليون ناكاراوا على موقع سلسلة سباعيات الرغبي العالمية - رجال (الإنجليزية)
- ليون ناكاراوا عل موقع إسبنسكروم (الإنجليزية)
- ليون ناكاراوا على موقع ItsRugby.co.uk (الإنجليزية)
- ليون ناكاراوا على موقع أوليمبيديا (الإنجليزية)